# ريتشيوتو كانودو
رتيشيوتو كانودو : Ricciotto Canudo) (
نطق فرنسي: [kanydo]

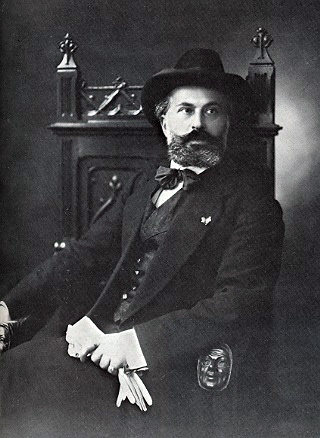
ريتشيوتو كانودو، عام 1912

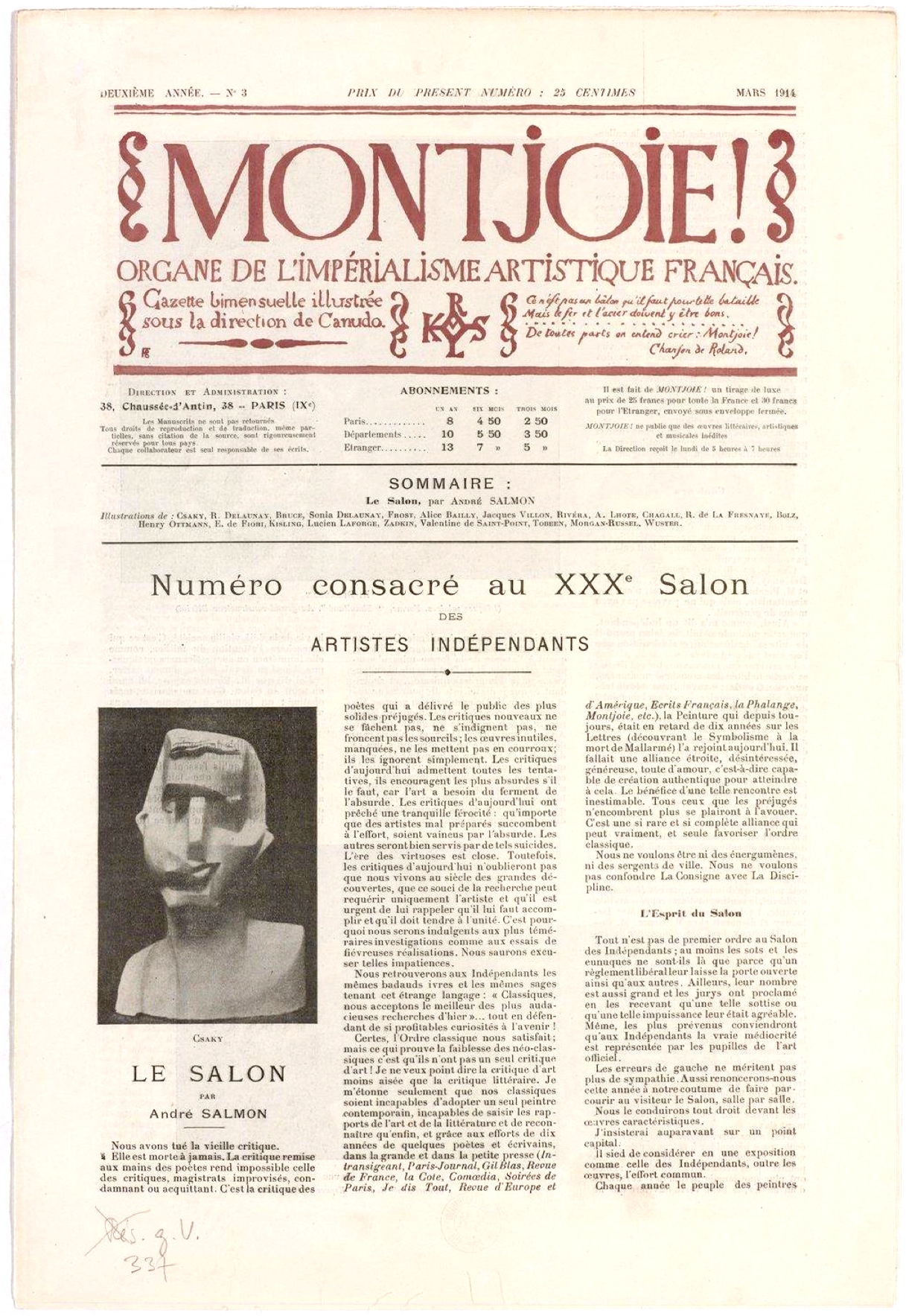
غلاف العدد 3 لمجلة Montjoie، بتاريخ 18 مارس 1914

; 2 يناير عام 1877، جويا ديل كولي – 10 نوفمبر عام 1923، باريس) كانت منظرا سينمائيا إيطاليا عاش في المقام الأول في فرنسا. اعتبر أن السينما «فن تشكيلي متحرك». وكان من أطلق اسم «الفن السابع» على السينما وهي تسمية لا تزال مستخدمة في الفرنسية، الاسبانية والعربية وغيرها.

## العمل
في بيان ولادة الفن السادس، الذي نشره في عام 1911، يقول كانودو بأن السينما فن جديد «مصالحة رائعة بين إيقاعات المكان (الفنون التشكيلية) وإيقاعات الزمان (الموسيقى والشعر)»، توليف للفنون الخمسة القديمة: العمارة، النحت، الرسم، الموسيقى، الشعر (راجع محاضرات في علم الجمال لهيغل).
خلال 1913-1914، نشر مجلة طليعية نصف شهرية بعنوان Montjoie!, organe de l'impérialisme artistique Francais. شارك فيها فنانين مثل غيوم أبولينير، موريس رينال، ألبرت غليزس وجوزيف تشاكي. أولت المجلة اهتماما خاصا بالشعر والنثر والمقالات في الفن والأدب والموسيقى والتاريخ. كان من بين المساهمين فيها المدرجة أندريه سالمون، إيغور سترافينسكي، إيريك ساتيه، فرنان ليجيه، غيوم أبولينير، بليز ساندرار، ألفريدو كازلا، راؤول دوفي، شتيفان تسفايغ، روبرت ديلوناي، ماكس جاكوب، إميل فيرهارن.
صدر العدد الأول في 10 فبراير 1913 (?). شمل العدد الثاني مقال وقعه إيغور سترافينسكي يعرض فيه الباليه الجديد قدسية الربيع وكأنه عمل عقائدي ديني مستمد مفهوم الواحدية الوثني. عدد خاص من المجلد الثاني من Montjolie نشر في 18 مارس من عام 1914، كرس كليا إلى 30 صالون قصر المعلقات. المقال الذي كتبه أندريه سلمون حوى صورا فوتوغرافية من أعمال جوزيف تشاكي، روبرت ديلوناي، مارك شاغال، أليس بايلي، جاك فيلون، سونيا ديلوناي، أندريه لوت، روجيه دي لا فريني، موييس كيسلينغ، أوسيب زادكين، لوسيان لافورج وفالنتين دي سان بوا. توقف نشر المجلة في يونيو عام 1914، عشية الحرب العالمية الأولى.
أضاف كانودو لاحقا الرقص معتبرا إياه الفن السادس، فن إيقاعي ثالث بعد الشعر والموسيقى مما جعل السينما الفن السابع. في باريس، أسس مجلة طليعية بعنوان Le Gazette de sept arts في عام 1920، بالإضافة إلى نادي السينما CASA (Club des amis du septième art) أي نادي أصدقاء الفن السابع في عام 1921. مقالته الأشهر تأملات في الفن السابع نشرت في عام 1923 بعد عدد من المسودات السابقة، نشرت جميعها في إيطاليا أو فرنسا.

## كتابات أخرى
- La ville sans chef, Paris 1910
- Music as a religion of the future, London 1913
- L'usine aux images, Paris 1926. (A collection of his essays)

## الحواشي
1. ↑  Marc Feuillée, ed. (12 novembre 1923), Le Figaro (بالفرنسية والإنجليزية), Paris: Société du Figaro, p. 2, ISSN:0182-5852, OCLC:473539292, QID:Q216047 {{استشهاد}}: تحقق من التاريخ في: |publication-date= (help)
2. ↑  Montjoie, 18 March 1913 نسخة محفوظة 13 ديسمبر 2015 على موقع واي باك مشين.
3. ↑  Montjolie, Gallica نسخة محفوظة 09 أبريل 2016 على موقع واي باك مشين.
4. ↑  Montjolie, kubisme [وصلة مكسورة] نسخة محفوظة 05 مارس 2016 على موقع واي باك مشين.
5. ↑  Parino, Francesco.
6. ↑  Bordwell، David (1997). On the History of Film Style. دار نشر جامعة هارفارد. ص. 29. ISBN:0-674-63429-2. مؤرشف من الأصل في 2014-09-17.
7. ↑  Aitken، Ian (2001). European film theory and cinema: a critical introduction. Edinburgh University Press. ص. 75. ISBN:0-7486-1168-1. مؤرشف من الأصل في 2020-01-27.